# Vicarius
Als Vicarius (Plural Vicarii) wurde im Römischen Reich ein Stellvertreter insbesondere eines Offiziers oder Beamten bezeichnet. Der deutsche Begriff Vikar leitet sich davon ab.
Das Wort erscheint schon bei Marcus Tullius Cicero und Titus Livius. Die Funktion eines Vicarius fand vor allem ab dem 3. Jahrhundert, in der Spätantike, Verbreitung. Verbreitet waren Vicarii aus dem Ritterstand als Stellvertreter für senatorische Statthalter. Die bekanntesten Vicarii waren die Stellvertreter der spätantiken Prätorianerpräfekten, denen jeweils eine Dioecesis unterstand, in der sie insbesondere die Gerichtsbarkeit ausübten.
Auch Sklaven konnten einen Vicarius genannten Stellvertreter besitzen, einen Untersklaven, den sie aus ihrem eigenen Vermögen (peculium) erworben hatten. Der Hauptsklave wurde in diesem Fall als ordinarius bezeichnet.